# Odynerus ungularis
Odynerus ungularis är en stekelart som beskrevs av Thomson 1870. Odynerus ungularis ingår i släktet lergetingar, och familjen Eumenidae. Inga underarter finns listade i Catalogue of Life.